# Progressive Matrices

Matrix uit de Progressive Matrices intelligentietest

De Progressive Matrices is een meerkeuze-intelligentietest uit de beginperiode (eerste uitgave 1938) van de psychodiagnostiek, ontworpen door John Raven.

De matrices (meervoud van matrix) bestaan uit een reeks tekeningen (patronen) met een stijgende (progressieve) moeilijkheidsgraad. De eerste patronen kunnen louter visueel opgelost worden (hoe ziet het stuk eruit dat uit het patroon is weggelaten?). Naarmate de reeksen vorderen worden bijkomende moeilijkheden ingevoegd: er moet ook op basis van analogie, symmetrie, positie, kleur... geoordeeld worden welk alternatief het patroon het best vervolledigt.
In feite meet de test dus twee dingen: het logisch redeneervermogen, maar ook het vermogen om met nieuwe ordeningsprincipes rekening te houden. Dit maakt de proef onbetrouwbaar, want eens een proefpersoon de link naar een hoger niveau heeft gemist, worden ook alle verdere "beoordelingen" nagenoeg onmogelijk. Onderzoek, onder meer van Reuven Feuerstein toonde inderdaad aan, dat men deze test kan "leren" afleggen. Ze meet dus niet de "zuivere" intelligentie, want na een trainingsprogramma stijgt systematisch de uitslag, daar waar intelligentie beschouwd wordt als een vrij stabiele eigenschap. Wellicht is dit ook de reden waarom deze test, meer dan andere intelligentietests onderhevig is aan het flynneffect.
Een andere eigenschap van de test is dat ze beweert "cultuurvrij" te zijn. Ze bestaat immers uit visuele en abstracte figuren die normaal niet in een schools curriculum voorkomen, of die eigen zijn aan één (de Westerse) cultuur, een nadeel dat aan veel andere intelligentietests kleefde. Ze werd mede ontworpen om bij de Amerikaanse immigratiediensten mensen van zeer verschillende herkomst toch min of meer vergelijkbaar te kunnen meten op gebied van intelligentie. De normering van de proef was dan ook een essentieel onderdeel, omdat men verschillende vergelijkingsgroepen wilde opstellen. Er bestonden verschillende versies van, zo onder meer de "Standard Progressive Matrices", de "Advanced Progressive Matrices" en de "Coloured Progressive Matrices", een gekleurde versie. De test was ook ontworpen om zowel voor kinderen als volwassenen toepasbaar te zijn.
Omdat de test bijna zonder (verbale) instructie kan worden afgenomen werd ze over de hele wereld gebruikt. In het Nederlands taalgebied werd de Standard Progressive Matrices nog gehernormeerd in het begin van de jaren 1990. In 2014 is een normering van de Verkorte Versie van de SPM verschenen bij uitgeverij Pearson, gebaseerd op de Nederlandse en Vlaamse beroepsbevolking.